# Fabiasco
Fabiasco è una frazione geografica del comune di Cugliate-Fabiasco, in  provincia di Varese, posta a nordovest del centro abitato, sul sentiero per Montegrino Valtravaglia.

## Storia
Campagnano fu un antico comune del Milanese, sottoposto però nel Medioevo all'autorità comasca.
Registrato agli atti del 1751 come un borgo di 130 abitanti, nel 1786 Fabiasco entrò per un quinquennio a far parte dell'effimera Provincia di Varese, per poi cambiare continuamente i riferimenti amministrativi nel 1791, nel 1798 e nel 1799.
Alla proclamazione del Regno d'Italia nel 1805 risultava avere solo 110 abitanti. Nel 1809 il municipio fu quindi soppresso su risultanza di un regio decreto di Napoleone che lo annesse a Marchirolo. Il Comune di Fabiasco fu tuttavia ripristinato con il ritorno degli austriaci. Nel 1853 risultò essere popolato da 176 anime, salite a 235 nel 1871. Il processo di impoverimento demografico a causa della mancata industrializzazione della montagna continuò nel tempo, tanto che nel 1921 si registrarono 169 residenti. Fu così che nel 1928 il regime fascista decise di sopprimere il comune, unendolo a Val Marchirolo, da cui sarà poi staccato nel Secondo dopoguerra divenendo una frazione di Cugliate.